# Noordhoek (Moerdijk)
Noordhoek is een dorpje in de gemeente Moerdijk in de Nederlandse provincie Noord-Brabant. Het dorp had 1.020 inwoners per 1 januari 2023 en 433 woningen. Noordhoek ligt tussen Klundert en Standdaarbuiten.

## Geschiedenis
Noordhoek is ontstaan door het inpolderen van gebied ten noorden van Oudenbosch en de Mark in 1525/1526 onder Jan III van Glymes, die Markies was van Bergen op Zoom. In deze polder, "Het Oudland van Standdaarbuiten" geheten, werd het dorp Standdaarbuiten gesticht. De inpolderingen waren daarmee niet afgelopen: in 1613 werd het grondgebied uitgebreid met de Mancia-Winterpolder of "Het Nieuwland van Nederland", in 1700 met de Prins Hendrikpolder en in 1765 met de ingepolderde schorren langs de Mooie Keene. Noordhoek werd gesticht in het noorden van het Oudland, en zo kwam het aan zijn naam. Voor het eerst werd Noordhoek vermeld in 1680.
Het dorp kwam in het begin van de 19e eeuw grotendeels aan de gemeente Standdaarbuiten, terwijl het noordelijke deel van Noordhoek bij Klundert hoorde. Vanaf 1997 waren beide delen onderdeel van de gemeente Moerdijk. In 1922 werd Noordhoek een zelfstandige parochie.
Tijdens de bevrijding in de Tweede Wereldoorlog, november 1944, werd Noordhoek vrijwel geheel verwoest. Gedurende de strijd tussen de bezetter en de geallieerden werd het dorp vier dagen achtereen beschoten.

## Economie
Reeds vanaf de 16e eeuw werd er in deze streek vlas verbouwd, maar vooral vanaf 1816, toen de Mark en de Dintel werden ingedamd, waardoor de verzilting kon worden teruggedrongen, kwam de vlasteelt in West-Brabant tot bloei. Vooral ná 1840 werd de vlasteelt, en de vlasbewerking als huisnijverheid, een belangrijk bestaansmiddel. 80% van de bevolking was in deze bedrijfstak actief. In 1937 werd de vlasfabriek (een roterij), opgericht. Na de Tweede Wereldoorlog ontstond er concurrentie van goedkoop buitenlands vlas en van kunstvezels. Bovendien moest er wat gedaan worden aan de vervuiling van het oppervlaktewater. De vlasindustrie verdween grotendeels en de champignonteelt kwam ervoor in de plaats. Ook gingen de bewoners van Noordhoek in de industriebedrijven werken die in de omgeving werden opgericht, zoals de Griekse Beeldengieterij.

## Bezienswaardigheden
- De Sint-Josephkerk uit 1921 bevindt zich aan de Bisschop Hopmansstraat 1. De kerk is een vroeg werk van de Franse monnik-architect Dom Bellot met medewerking van Hendrik Christiaan van de Leur. Het is een driebeukige pseudobasiliek in expressionistische baksteenarchitectuur. Het gebruik van veelkleurig metselwerk en paraboolbogen maken deel uit van deze stijl. In 2014 is de kerk opgeheven in zijn functie. Een nieuwe bestemming is vervolgens voor de kerk gevonden. Op 17 april werd de Stichting Kerkgebouw Noordhoek opgericht. Deze gebruikt het gebouw sindsdien voor o.a. concerten, theatervoorstellingen, tentoonstellingen en gebedsbijeenkomsten.

## Natuur en landschap
Noordhoek ligt in een zeekleipolderlandschap, dat is doorkruist door de infrastructuur van enkele autosnelwegen. Enkele voormalige zeedijken, waaronder de Kreekdijk, sieren het landschap. De Kreekdijk begrensde eerder de Mooie Keene, waarvan de waterloop Keenehaven, die de grens vormt met Fijnaart nog een restant is.

## Postcodeprobleem
Omdat het dorp uit twee gebieden met verschillende postcodes bestond, leverde dit vaak problemen op met bijvoorbeeld de postbezorging. Dit is inmiddels opgelost; de postcode is geworden 4759.

## Demografie
De bevolking in Noordhoek is in de volgende leeftijdscategorieën opgedeeld [2005]:
- 0-19 jaar: 305 burgers
- 20-64 jaar: 686 burgers
- 65 +: 121 burgers

## Voorzieningen
Het centrum bestaat uit een: 
- Gemeenschapshuis, genaamd 'd'ouwe school', aangezien het vroeger de basisschool was.
- R.k. basisschool Sint Jozef[3]

## Verenigingen
- R.K. Voetbalvereniging Noordhoek
- Tennisvereniging De Hoop
- R.V. De Manciaruiters
- Carnavalsstichting de Kantemaaiers

## Verkeer en vervoer
Noordhoek is bereikbaar vanaf de A17 via de N285. Openbaar vervoer naar Noordhoek wordt verzorgd door Arriva met lijn 210 van Klundert naar Oudenbosch.

## Nabijgelegen kernen
Klundert, Zevenbergen, Standdaarbuiten
Steden: Klundert · Willemstad · Zevenbergen

Dorpen: Fijnaart · Moerdijk · Heijningen · Helwijk · Langeweg · Noordhoek · Standdaarbuiten · Zevenbergschen Hoek 

Buurtschappen: Achterdijk · Barlaque · Bovensluis · Drie Hoefijzers · Driehoek · De Druif · Hoekske · Kade · Kreek · Kwartier · Lochtenburg · Nieuwemolen · Noordschans · Oranjeoord · Oudemolen · Pelikaan · Roodevaart · Stadse Dijk · Strooiendorp · Tonnekreek · Zevenhuizen · Zwingelspaan

Noord-Brabant: Steden en dorpen      Nederland: Provincies · Gemeenten